# Бессала, Жозеф
Жозе́ф Бессала́ (фр. Joseph Bessala, 19 апреля 1941, Дуала, Камерун — 24 апреля 2010, Яунде, Камерун) — камерунский боксёр, серебряный призёр Олимпийских игр 1968 года в Мехико в полусреднем весе.
В 1965 году выиграл Панафриканские игры в Браззавиле, в 1966 и в 1968 годах — чемпионаты Африки по боксу в полусреднем весе. В 1968 году выиграл серебро летних Олимпийских игр в Мехико во втором полусреднем весе (в финале уступил спортсмену из ГДР Манфреду Вольке).
В 1968 году начал профессиональную карьеру, одержав 9 побед при одной ничьей. В 1974 году стал чемпионом Африки среди профессионалов. В 1976 году уступил чемпионский титул, однако в 1978 году 37-летний Бессала вернул его себе вновь. Закончил карьеру в декабре 1978 году после поражения от марокканца Мимуна Мухотара.